# Pz.Kpfw. III/IV
Pz.Kpfw. III/IV (Panzerkampfwagen III/IV) — немецкий средний танк, разрабатываемый во время Второй мировой войны на базе танков Pz. III и Pz. IV. Прототип построен не был, проект остался на бумаге.

## История создания
В сентябре 1941 года была рассмотрена возможность создания нового танка на базе двух танков для создания совершенно однородной машины. При наличии унифицированных конструкций ожидалось сокращение затрат на производство, поставку, обучение и техническое обслуживание. 4 января 1944 года Танковая комиссия одобрила Pz.Kpfw. III/IV с комбинацией шасси Pz.Kpfw. III и Pz.Kpfw. IV. Производство машины планировалось начать в июне 1944 года на заводе Krupp-Grusonverk, однако 12 июля 1944 года проект Pz.Kpfw. III/IV был отменен, поскольку машина не отвечала новым требованиям по вооружению в результате встречи советских танков с немецкими на Восточном фронте.

## Описание конструкции

### Броневой корпус и башня
Новый корпус получил хорошую наклонную броню: лоб корпуса собирался из листов толщиной 60 и 80 мм под углами 45° и 60° соответственно, а верхняя часть борта защищалась бронёй толщиной 30 мм под углом 36°.
Башня представляла собой модифицированный вариант башни Pz.Kpfw. IV Ausf. J и использовала гибкий электрический кабель вместо вращающихся электрических контактов в основании. Из-за этого угол поворота башни ограничивался 270° влево и вправо.

### Вооружение
В качестве основного вооружения использовалось орудие 7,5-cm KwK 40 L/48, боезапас которого был увеличен до 100 выстрелов. Дополнял пушку спаренный пулемёт MG 34.

### Двигатель и трансмиссия
В танке предполагалось использовать двенадцатицилиндровый четырёхтактный V-образный карбюраторный двигатель жидкостного охлаждения Maybach HL 120 с улучшенной системой зажигания (TRM) мощностью 300 л. с. при 3000 об/мин (220 кВт). Также использовалась шестиступенчатая синхронизированная коробка передач Zahnradfabrik SSG 77.

### Ходовая часть
Состояла из шести опорных катков на борт, имевших при диаметре 660 мм внутреннюю амортизацию, сблокированных в три тележки на листовых рессорах, ведущих колёс спереди, направляющих сзади и трёх поддерживающих роликов. Траки шириной 540 мм были сделаны с оглядкой на Pz.Kpfw. VI Ausf. B, а клиренс был увеличен до 520 мм.

## В компьютерных играх
Pz.Kpfw. III/IV представлен средним коллекционным танком 5 уровня в ММО играх World of Tanks и World of Tanks Blitz.